# P53
p53 es una proteína supresora de tumores. En la especie humana, el gen p53 o TP 53, también llamado el guardián del genoma, se encuentra en el brazo corto del Cromosoma 17 (humano)(17p13) y codifica un factor de transcripción nuclear de 43,7 KDa. Su nombre hace referencia a su masa molecular aparente: corre como una proteína de 53 KDa en un gel de poliacrilamida). Esta diferencia se debe a la gran cantidad de residuos de prolina que contiene p53, lo que la hace migrar más lentamente en un SDS-PAGE, haciendo que parezca más pesada de lo que realmente es. 
Resulta esencial para inducir la respuesta de la célula ante el daño del ADN, deteniendo el ciclo celular en caso de mutación. El gen p53 es un gen supresor tumoral que desempeña un papel importante en apoptosis y control del ciclo celular. Un p53 defectuoso podría permitir que las células anormales proliferen dando por resultado cáncer (alrededor de un 50 % de todos los tumores humanos contienen mutaciones en p53).
p53 pertenece a una familia de factores de transcripción, a la cual pertenecen también p63 y p73. Estas tres proteínas colaboran en una compleja red de interacciones que aún no se conoce en su totalidad. Sin embargo, p53 es ubicuo (se expresa en todos los tejidos), mientras que p63 y p73 presentan especificidad tisular. Además, parece que todos ellos presentan isoformas, algunas de las cuales funcionan como activadoras, mientras que otras funcionan como negativas dominantes.

## Estructura
Varios homólogos del gen p53 se han secuenciado en su totalidad en varias especies. Su organización es altamente similar y comparten las características siguientes:
- La presencia de un intrón muy grande (10 kilobases en humanos; entre 6,1 y 6,5 kilobases en ratón, rata y hámster y 7,7 kilobases en Xenopus) en el extremo 5' del gen. Para p53 de mamífero, este intrón está situado entre los exones 1 y 2, mientras que en Xenopus se encuentra entre los exones 2 y 3. Su significación biológica es totalmente desconocida actualmente.

- El exón 1 es siempre no-codificante. Se ha demostrado que esta región podría formar una estructura estable de lazo (tallo-bucle) que une firmemente al alelo p53 silvestre pero no al alelo p53 mutante. Esta unión inhibe específicamente la traducción del ARNm p53 y podría proporcionar los medios para el control del nivel de la proteína p53 en la célula.

- La distribución de intrones entre estos cinco genes es similar. Los intrones varían de tamaño pero se dividen en el gen de una manera muy similar, a excepción del intrón 6 que está ausente en la rata, y del intrón 3 en el Xenopus que se divide entre los exones 3 y 4 diferentemente. Un pseudogen se ha caracterizado y se ha ordenado en el ratón, correspondiente a una copia del ARNm integrado en el genoma celular después de la transcripción reversa. Dos pseudogenes similares también se han identificado en la rata pero, hasta ahora, ninguno en humanos.

La proteína p53 es una fosfoproteína formada por 393 aminoácidos y 4 dominios:
- Dominio Amino (N) - terminal: Encargado en la activación de factores de transcripción en donde se lleva a cabo la activación de fosforilación de la proteína.
- Dominio tetramerización: Encargado de estabilización de la estructura tetramérica de la proteína.
- Dominio Carboxilo (C) - terminal: Encargado de regular la actividad del dominio de unión al ADN.
- Dominio unión al ADN: Encargado de reconocer e interactuar con secuencias específicas del ADN.

El 80% de las mutaciones puntuales de p53 que se detectan en los cánceres humanos están localizadas en el dominio de unión a ADN de la proteína.

## Funciones de p53

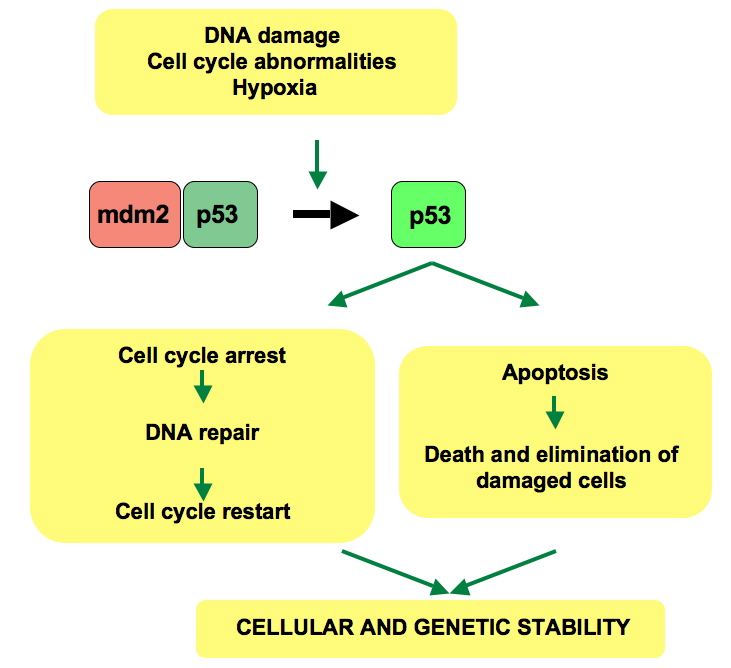
No se

En 1979,  los científicos descubrieron una proteína nueva. Esta proteína que, a su vez, podía unirse a una proteína transformante (el antígeno T mayor) del virus SV40, se encontraba prevalentemente en las células transformadas (inmortalizadas y potencialmente tumorigénicas) por este virus que en las células normales. La proteína y su gen correspondiente fueron llamados p53, en referencia a la masa de la proteína (53 kilodaltons).
En células normales, el nivel de la proteína p53 es bajo porque se encuentra asociada a Mdm2, lo cual induce su ubiquitinación y destrucción por el proteasoma. Los daños del ADN y otras señales de estrés pueden hacer que p53 no se una a Mdm2 e incrementar su concentración, permitiendo que realice su función de factor de transcripción. 
El factor de transcripción p53 tiene varias funciones importantes:

### Detención del ciclo celular
Detención del ciclo celular en el punto de control G1/S mediada por p53, cuando se reconoce el daño en el ADN, para evitar su replicación. Puede considerarse la respuesta principal cuando se produce daño en el ADN. La detención del ciclo celular en la transición G1/S se debe a la transcripción dependiente de p53 del inhibidor de CDKs (o también CDC, cinasa dependiente de ciclina) denominado CDKN1A/p21. p21 inhibe los complejos CDK-ciclina y evita la fosforilación de pRb, de manera que el factor de transcripción E2F permanece inactivo, y se impide la progresión de la célula hacia la fase S (de síntesis del ADN). Esta "pausa" en la progresión del ciclo celular da tiempo a reparar los daños producidos en el ADN.

### Activación de enzimas de reparación del ADN
p53 activa las enzimas de reparación del ADN para reparar los daños detectados. Uno de sus genes diana transcripcionales, p53R2, codifica para una reductasa de ribonucleótidos, que es importante en la replicación y reparación del ADN. p53 también interacciona directamente con la endonucleasa AP y la ADN polimerasa que están implicados en la reparación por escisión. p53 también induce ciertas proteínas, como GADD45 (por growth arrest and DNA damage) que colaboran en la reparación del ADN. Si el daño se repara correctamente, p53 estimula la síntesis de Mdm2, activando su autodestrucción y la progresión en el ciclo celular. Si el daño no puede ser reparado, la célula puede entrar en apoptosis o en senescencia, ambos inducidos por p53.

### Entrada en senescencia
Iniciación del proceso de senescencia, que es una parada permanente en el ciclo celular, caracterizada por cambios específicos en la morfología y en la expresión génica, que la diferencian de la quiescencia o parada celular reversible. La entrada en senescencia requiere la activación de p53 y/o pRb y la expresión de mediadores como inhibidores de CDK, y suele ser irreversible. Los cambios que se producen no se comprenden aún en su totalidad, pero parecen implicar modificaciones epigenéticas de la cromatina, como la formación de bloques de heterocromatina en diferentes loci, como los genes activadores de la proliferación regulados por E2F. Como todas las respuestas mediadas por p53, la entrada en senescencia puede inducirse por la presencia de diferentes tipos de estrés, como hipoxia, acortamiento de los telómeros o señalización oncogénica.

### Activación de la apoptosis
La entrada en apoptosis es el último mecanismo protector, si el daño en el ADN es irreparable, para evitar la proliferación de las células que contienen ADN anormal. p53 activa la expresión de genes pro-apoptosis, como BAX o PUMA. Sin embargo, no está claro cómo decide la célula si debe reparar su ADN o entrar en apoptosis. Parece que p53 presenta mayor afinidad por los promotores de los genes de reparación del ADN que por los promotores de los genes pro-apoptosis, de manera que primero se activa la reparación del ADN. Pero si ésta no es efectiva y p53 continúa acumulándose, se activarían los genes pro-apoptosis.
En resumen, p53 enlaza los procesos de daño en el ADN con reparación, parada en el ciclo celular y apoptosis. Es por ello que recibe el nombre de "guardián del genoma". Si una célula pierde la función de p53, el daño en el ADN no se repara, se acumula en las células hijas y éstas entran directamente en la ruta hacia la tumorigénesis.

## Mecanismos de regulación
La concentración celular de p53 debe estar fuertemente regulada, ya que aunque puede suprimir tumores, el alto nivel de p53 puede acelerar el proceso del envejecimiento por apoptosis excesiva. El regulador principal de p53 es Mdm2, que puede accionar la degradación de p53 por el sistema de ubiquitinación. Mdm2 se actúa directamente sobre p53 en el núcleo (por unión y enmascaramiento del dominio de activación trascripcional de p53) e indirectamente en el citoplasma (marcando p53 para su ubiquitinización y degradación). Por esta razón en células sanas p53 tiene una vida media corta (20 min). La expresión de Mdm2, a su vez, está regulada por p53 de forma que se mantengan los niveles de p53 bajos una vez se ha reparado el daño celular.
Cuando se produce un ataque a la célula y se produce daño en el ADN, p53 detecta la presencia de daño celular. Los diferentes pasos de esta vía están comenzando a comprenderse. Los dos sensores fundamentales del daño en el ADN son dos kinasas relacionadas: ATM (por ataxia telangiectasia mutated) y ATR (por ataxia telangiectasia and rad3 related). ATM fue identificada inicialmente en enfermos de ataxia telangiectasia, quienes presentan una alta incidencia de cáncer y la incapacidad de reparar determinadas lesiones en el ADN. ATM y ATR detectan diferentes tipos de lesiones en el ADN, pero ambos activan vías de señalización similares, fosforilando diversas proteínas implicadas en la reparación del ADN y p53. La fosforilación de p53 la libera de su asociación con Mdm2, por lo que su vida media aumenta y puede ejercer su función de factor transcripcional, aumentando la expresión de genes importantes para la reparación del daño en el ADN (como GADD45), para inhibir la progresión a través del ciclo celular (como p21) y para promover la apoptosis en caso necesario (como BAX). Como consecuencia, la activación de ATM/ATR produce una detención en la progresión en el ciclo celular para proceder a la reparación del daño detectado, o la activación de la apoptosis en caso necesario.
Además p53 activa la transcripción de la familia de micro-ARNs mir34, pequeñas moléculas de ARN que impiden la traducción de ARN mensajeros específicos, importantes para inducir parada en el ciclo celular y apoptosis, y cruciales en la respuesta de p53.

## Enfermedades en la que está implicado el gen p53
La capacidad de p53 de activar la apoptosis en presencia de daño del ADN tiene importantes implicaciones terapéuticas. Las dos principales modalidades actuales de tratamiento terapéutico del cáncer (radioterapia y quimioterapia) se basan en generar daños en el ADN que activen la entrada en apoptosis de las células tumorales. Los tumores que retienen p53 responderían a este tipo de tratamientos, mientras que tumores que presenten alelos mutados de p53 serán relativamente resistentes, dado que tendrán problemas para activar la entrada en apoptosis. Por esta razón, se están investigando modalidades terapéuticas para aumentar la actividad de p53 en los tumores que lo retienen, o destruir de manera selectiva las células que carecen de p53.
El gen p53 está implicado en las siguientes enfermedades:
1. - Síndrome de Li-Fraumeni. El síndrome de Li-Fraumeni se caracteriza por la aparición de sarcoma y cáncer de primer grado antes de los 45 años, y se hereda de manera autosómica dominante. Las mutaciones germinales son variadas pero la mayoría se localiza en los exones 4 a 10 del gen p53.
2. - Enfermedad hematológica. Del 20 al 30 % de los casos de CML; en el 5 % de los casos MDS y el 15 % de ANLL; en el 2 % de LLA (leucemia linfática aguda), en el 15 % de LLC (leucemia linfática crónica), del 5 al 10 % de mielomas múltiples, del 60 al 80 % de la enfermedad de Hodgkin
3. - Cáncer de piel. Mutaciones en TP53 se detectan en el 40 % de los carcinomas de células basales y escamosas mientras que son infrecuentes en melanoma maligno.
4. - Cáncer de mama. El 25 % de los casos de cáncer de mama presenta mutaciones en TP53.
5. - Cáncer de cabeza y cáncer de cuello. El 40-60 % de los cánceres de cabeza y cuello presentan mutaciones en TP53.
6. - Cáncer de pulmón. El 40 % de los cánceres de pulmón presentan mutaciones G>T en codón 157, 158, 245, 248, 249 y 273 en el gen TP53.
7. - Cáncer de esófago. El 45 % de los cánceres de esófago presentan mutaciones en codón 175, 176, 248, 273, 282 en el gen TP53.
8. - Cáncer de hígado. En el 20-50 % de los casos se da pérdida de 1p, 4q, 5p, 5q, 8q, 13q, 16p, 16q, y 17p. También aparece mutación en el codón 249 relacionado con la aflatoxina B1 en la zona de China y África.
9. - Cáncer gástrico. El 30 % de los cánceres gástricos presentan mutaciones en TP53.
10. - Cáncer colorrectal. El 45 % de los cánceres colorrectales presentan mutaciones C>T en codón en 175, 245, 248, 273 y 282 en el gen TP53.
11. - Cáncer de vejiga. El 30 % de los cánceres de vejiga presentan mutaciones G>A en codón en 280 y 285 en el gen TP53. TP53 está mutado en el 30 % de los cánceres de vejiga con una transición predominante G->A en sitios no metilados y 2 puntos calientes en los codones 280 y 285.
12. - Cáncer cervical. La frecuencia de mutación de TP53 es muy baja en este tipo de cáncer.
13. - Carcinoma de ovario. La frecuencia de mutación en cáncer de ovario de estadio temprano es del 20 % y en los tardíos del 80 %.
14. - Cáncer de próstata. Menos del 20 % de los cánceres de vejiga presentan mutación en el codón 273 en el gen TP53.
15. - Glioblastoma. La frecuencia de mutación en glioblastoma secundario es del 60 % y en los primarios inferior al 10 % con puntos calientes en las posiciones 175, 248 y 273.
16. -Adenocarcinoma pancreático. En el 30 al 50 % de los casos de este cáncer existen mutaciones en el gen de TP53.[3]
17. -Carcinomas ováricos serosos de alto grado. Del 75 al 96 % de estos cánceres presentan mutaciones en el gen TP53.[4][5]

## Terapia génica con p53
Puesto que el gen p53 se puede encontrar mutado en casi todos los tipos de cáncer y aproximadamente el 50 % de todos los cánceres presentan mutaciones en el p53, se han desarrollado estrategias de terapia génica para suplementar las células cancerosas con este gen. La estrategia consiste en transferir el gen p53 funcional a las células cancerosas in vivo.
Inicialmente (1990) los genes p53 se introdujeron en células epiteliales in vitro e inhibieron su transformación en células cancerosas y su toxicidad fue baja. Se han utilizado vectores retrovirales e incluso una expresión muy limitada temporalmente es suficiente para inducir la apoptosis de las células. En ratones ha funcionado correctamente, pero el rendimiento de la transfección es muy bajo. Para evitarlo se ha propuesto el uso de liposomas.
En 1995 comenzaron los primeros ensayos clínicos con la inyección directa de los retrovirus en tumores bronquiolares. De 7 pacientes, 3 tuvieron mejoría (regresión del tumor) y 1 no presentó tumor alguno a los 3 meses. Sin embargo es difícil obtener las grandes cantidades necesarias de virus (más de 10^7 copias) para tratar los tumores muy extendidos.
En 2000 se trataron 28 pacientes con inyecciones ecoguiadas de altas dosis de adenovirus con p53. Solo 1 paciente mostró un choque tóxico de 83 tratamientos. Hubo distintos grados de pequeñas mejorías y en 3 pacientes se consideró que mejoraron parcialmente.
La terapia génica con p53 continúa en estado de ensayos clínicos.

## Quimioterapia con p53
La mayoría de las mutaciones de p53 involucran la sustitución de un aminoácido en el dominio de unión al ADN, con la consecuente pérdida de su función como factor de transcripción. El objetivo de algunos tratamientos antineoplásicos que tienen a p53 como blanco, es la restauración de la estructura y la función de la proteína. Algunas drogas de la familia de las tiosemicarbazonas, denominadas metalochaperonas de zinc, han mostrado buenos resultados para restaurar la estructura nativa y la función de una p53 mutante que ha perdido su función por un plegamiento anormal, originado de la unión defectuosa a zinc. El principio de la acción de la droga es la liberación del ion para corregir el plegamiento defectuoso.